# Steve Carl
Steve Carl (* in Albert Lea, Minnesota, als Steve Carl Leuthold) ist ein US-amerikanischer Rockabilly-Musiker.

## Leben
Steve Carl wurde in der Stadt Albert Lea geboren, in der auch Eddie Cochran aufwuchs. Im Frühjahr 1955 gründete Carl die Hot Rockin’ Four, die unter anderem Mike Pederson (Gitarre) und Dick Strensrud (Bass) einschlossen. Ungefähr ein Jahr später reisten Carl und seine Band – ohne Strensrud, der verhindert war – nach Minneapolis, Minnesota, wo sie im Kay Bank Studio ihre ersten Aufnahmen machten, unter denen sich auch Curfew befand.
Im Mai 1956 konnte Carl nach einem Konzert seines Idols Carl Perkins mit Perkins sprechen, der ihn nach Memphis, Tennessee einlud, wo dessen Label Sun Records beheimatet war. Carl und seine Band legten dem Besitzer Sam Phillips ihre Demo-Aufnahmen vor, doch der zeigte kein Interesse, da er gerade dabei war, Johnny Cash zu produzieren. Er empfahl sie aber an Lester Bihari weiter, der in Memphis Meteor Records leitete. Nachdem Carl bei Meteor zu Besuch war und die spärliche Ausrüstung des Studios gesehen hatte, verließ er Memphis wieder ohne eine Session abgehalten zu haben. Die Demos ließ er bei Meteor zurück.
Erst ein Jahr später veröffentlichte Lester Bihari die Aufnahme von Curfew zusammen mit 18 Year Old Blues unter dem Namen Steve Carl with the Jags. Es war die letzte Veröffentlichung des Labels und zog dementsprechend wenig Erfolg nach sich. Carl spielte eine weitere Single für Soma Records ein, bevor er sein Studium abschloss und nach Minneapolis zog, wo er eine Karriere im Finanzwesen einschlug. Die restlichen vier Demos von Steve Carl und seiner Band wurden 1983 auf einer Bison-Bop-LP veröffentlicht.

## Diskographie
| 1958                    | Curfew / 18 Year Old Blues                                         | Meteor 5046 |
|                         | ? / ?                                                              | Soma        |
| Unveröffentlichte Titel |                                                                    |             |
|                         | - Blacksmith Blues - Lonely Road - Stone Cold Mama - You’re For Me |             |